# Hécatonicosachore 5,5/2,3
| Hécatonicosachore 5,5/2,3   | Hécatonicosachore 5,5/2,3 |
| --------------------------- | ------------------------- |
| Projection orthogonale      |                           |
| Type                        | Polytope de Schläfli-Hess |
| Cellules                    | 120 {5,5/2}               |
| Faces                       | 720 {5}                   |
| Arêtes                      | 1200                      |
| Sommets                     | 120                       |
| Figure de sommet            | {5/2,3}                   |
| Symbole de Schläfli         | {5,5/2,3}                 |
| Diagramme de Coxeter-Dynkin |                           |
| Groupe de symétrie          | H4, [3,3,5]               |
| Dual                        | Hécatonicosachore 3,5/2,5 |
| Propriétés                  | Régulier                  |

En géométrie, l'hécatonicosachore 5,5/2,3 est un 4-polytope régulier étoilé ayant pour symbole de Schläfli {5,5/2,3}. C'est l'un des 10 polytopes réguliers de Schläfli-Hess.

## Polytopes associés
Il a la même disposition d'arêtes (en) que le petit hécatonicosachore étoilé.
| H3 | A2 / B3 / D4 | A3 / B2 |
| -- | ------------ | ------- |
|    |              |         |